# Història de la ciència i la tècnica en la prehistòria i l'edat antiga

Mesurament de la Terra per Eratòstenes (240 ae). Els científics alexandrins cartografiaren el cel i la Terra amb esferes celestes i terrestres. Es diu que el primer globus terraqüi fou construït per Crates de Mal·los. Quant al primer mapa (potser el d'Anaximandre de Milet, ca. 550 ae), diuen que durant la Revolta Jònica (499 ae), Hecateu de Milet va mostrar-ne un per demostrar la immensitat de Pèrsia en relació amb les ciutats gregues. També es diu que quan els jònics demanaren ajuda a les ciutats de Grècia continental els mostraren la seua situació en relació amb cadascuna de les parts en conflicte en un mapa. Hiparc de Nicea, en les Explicacions dels fenòmens d'Arat i Eudoxu (129 ae) inclogué un catàleg de més de mil estels i altres dades astronòmiques. No s'ha conservat, però s'especula que s'utilitzà per a la confecció de l'Atles Farnese

La història de la ciència i la tècnica en la prehistòria i l'edat antiga és una subdivisió temporal de la història de la ciència i de la tècnica centrada en la prehistòria i l'edat antiga. Comença en el sorgiment de comunitats nòmades d'Homo sapiens sapiens en diversos sectors geogràfics i conclou amb la caiguda de l'Imperi Romà d'Occident.
El fet que la ciència estiga subjecta a evolució o siga susceptible de progrés és una idea aliena a les èpoques històriques anteriors a l'edat moderna (polèmica dels antics i els moderns, 1688-1704) i la nostra percepció de l'«endarreriment» científic relatiu a una època, un lloc o una branca del saber pel que fa a una altra prové específicament del positivisme d'Auguste Comte, per a qui hi ha «tres estadis teorètics diferents: el teològic o estadi fictici; el metafísic o estadi abstracte; i finalment, el científic o positiu» (Curs de filosofia positiva, 1830-1842). No hi hauria ciència, des d'aquesta definició, abans de la revolució científica del s. XVII. No hi ha termes universalment acceptats per a qualificar la forma de coneixement de l'humà prehistòric (que representava artísticament la seua visió del món —art paleolític— i fins i tot ha deixat algunes mostres de còmputs numèrics, com l'os d'Ishango); les produccions intel·lectuals, molt sofisticades, de les primeres civilitzacions (per a les quals s'han proposat les expressions «pensament prefilosòfic» o «mitopoeic»); la ciència grega (cultura grega), que fou essencialment un exercici teòric que no se sotmetia al mètode experimental, i que no s'implicava en l'esfera de la producció (la manera de producció esclavista no demanava innovacions tecnològiques); o la ciència romana (cultura romana), continuadora intel·lectual de la cultura hel·lenística en una civilització d'inclinació marcadament pragmàtica, en què sobresortí una notable enginyeria.

## Prehistòria i cultures primitives
L'inici de la tecnologia humana es reconeix amb el domini del foc, base de tota la tecnologia i del canvi en la natura per mitjà de l'alteració del seu entorn. El més natural és que, com a primer resultat, n'obtingueren un pal agusat i, amb la punta endurida, principi de la llança i altres eines. També hi sorgeix la terrisseria, en observar l'enduriment, en determinades condicions, de la terra argilenca sobre la qual s'organitza el foc. La cocció dels aliments i el sorgiment del cuir són també conseqüències d'aquesta fita tecnològica.
Al llarg del període prehistòric sorgeixen i evolucionen les primeres eines, es desenvolupen les primeres tecnologies de caràcter empíric, basades en l'assaig i error. La transmissió dels descobriments és oral i per mitjà de pictogrames durant el període prehistòric. Les primeres eines s'elaboren utilitzant fusta, os, ivori i pedra; apareixen els primers sistemes de numeració i càlcul a la riba del Tigris i l'Eufrates, així com a Mesoamèrica i a l'Índia, fins i tot les primeres anotacions d'observacions astronòmiques en diverses regions del món.
És rellevant recordar que la prehistòria té diferents historicitats al planeta, i la fita principal és el pas de la cultura oral a l'escrita. En temps prehistòrics, els consells i coneixements es transmetien de generació en generació per la tradició oral. L'escriptura va permetre que els coneixements poguessen ser guardats i comunicats a generacions esdevenidores amb molta major fidelitat. Amb la Revolució neolítica i el desenvolupament de l'agricultura, que propicià un augment d'aliments, es feu factible l'expansió de les civilitzacions primerenques, perquè podia dedicar-se més temps a altres tasques que a la supervivència.

## Ciència a l'Orient

### Antic Orient Pròxim

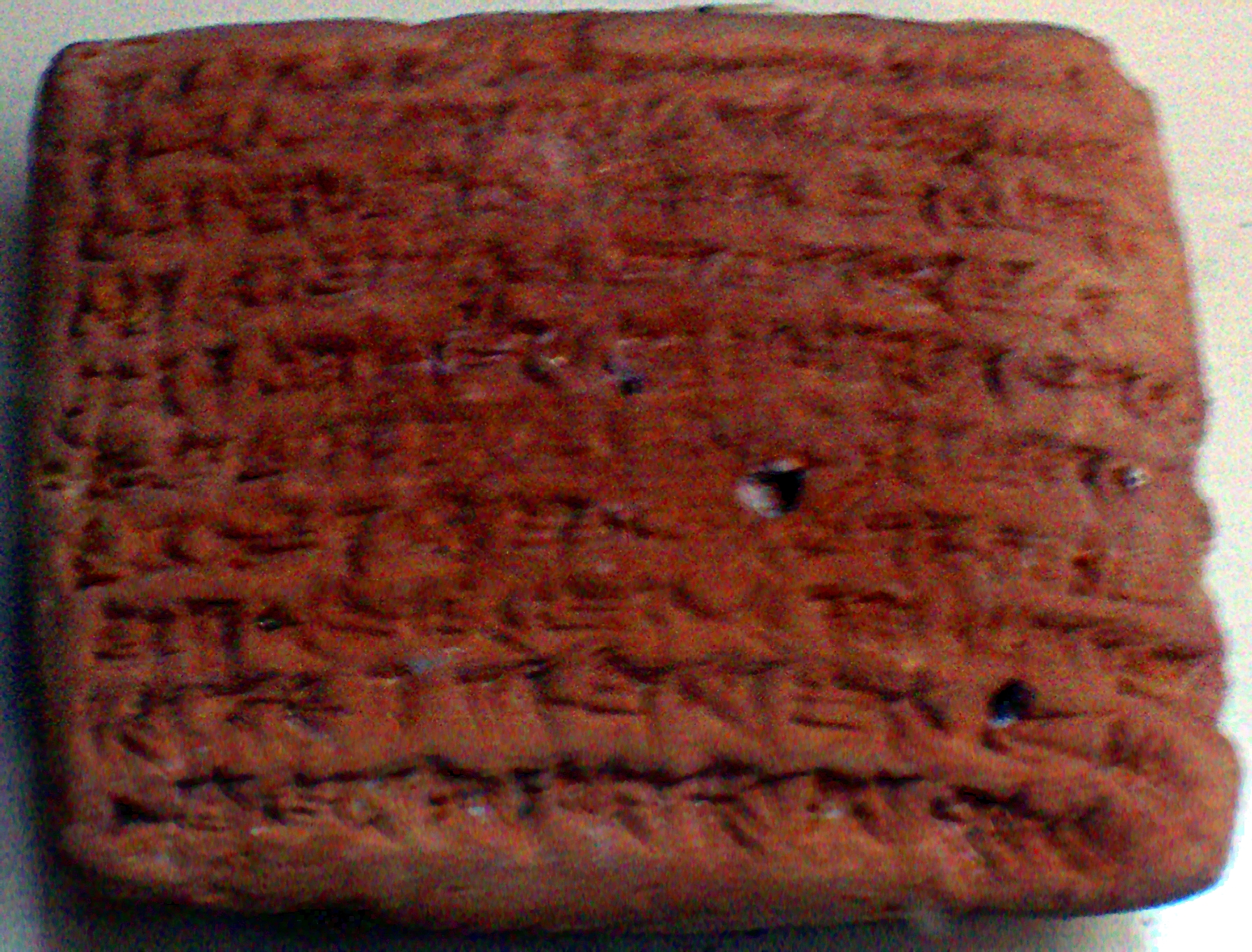
Taula d'argila mesopotàmica, datada del 492 ae, que recollia informació astronòmica

A partir dels seus principis a Sumèria (ara l'Iraq) al voltant del 3500 ae, a Mesopotàmia, els pobles del nord van començar a registrar l'observació del món amb dades quantitatives i numèriques summament curoses. Però les seues observacions i mesures també es prengueren amb altres propòsits que la llei científica. Un cas concret n'és el del teorema de Pitàgores, que va ser registrat, aparentment, al s. XVIII ae: la taula mesopotàmica Plimpton 322 registra un nombre de trigèmics pitagòrics (3,4,5) (5,12,13)..., datat del 1900 ae, possiblement mil·lennis abans de Pitàgores, però no era una formulació abstracta del teorema de Pitàgores.

### Egipte
La ciència a l'antic Equipte tingué molt de prestigi des de temps llunyans. És molt significatiu l'alt nivell d'aquesta civilització i l'amplitud dels seus coneixements. La tradició reflecteix que els savis de l'antiga Grècia anaren a aprendre a Egipte.
Les ciències de l'antic Equipte estaven dominades per un saber empíric organitzat per sacerdots i registrat per escribes. Les crescudes del Nil, destructores i generadores de la riquesa del país, necessitaven un càlcul precís de previsió i la restauració dels terrenys de conreu: hi idearen una matemàtica pràctica, útils instruments de mesura, eines eficaces i una tecnologia que possibilità realitzar obres faraòniques de canalització i erigir construccions monumentals.
No hi havia, però, una ciència o mètode científic en el sentit modern del terme, sinó més aviat un conjunt de regles i instruments utilitzats de manera empírica, tot i que molts assoliments seus no se superaren en la cultura occidental fins ben entrat el s. XVIII.

### Xina
La història de la ciència i tecnologia a la Xina és llarga i rica. Els filòsofs xinesos feren importants avenços en els camps de la ciència, tecnologia, matemàtica, astronomia i escriptura de símbols.
Les primeres observacions registrades de cometes, eclipsis solars i supernoves provenen de la Xina. També s'hi practicaren la medicina tradicional, acupuntura i medicina herbal.
Entre els primers invents xinesos es troba l'àbac, el «rellotge d'ombra» i les primeres màquines voladores, com els catxerulos i les llanternes celestes. Els quatre grans invents de l'antiga Xina, la brúixola, la pólvora, el paper i la impressió, són els avenços més importants coneguts a Europa cap a l'edat mitjana tardana.
En particular, l'època de la dinastia Tang (618-906) fou de gran innovació.
Gran part de l'intercanvi entre Occident i la Xina tingué lloc durant la dinastia Qing: les missions jesuïtes dels s. XVI i XVII hi introduïren la ciència i el coneixement de la tecnologia xinesa es dugué a Europa.
Malgrat l'extraordinari nombre d'innovacions tècniques xineses, la cultura xinesa responia a les peculiars circumstàncies del que, en termes marxistes, s'ha denominat mode de producció asiàtic o despotisme hidràulic, en què les forces productives unides a la ciència i la tecnologia no tenen la mateixa funció transformadora de les relacions socioeconòmiques d'altres modes de producció.

## Civilització grecoromana o clàssica

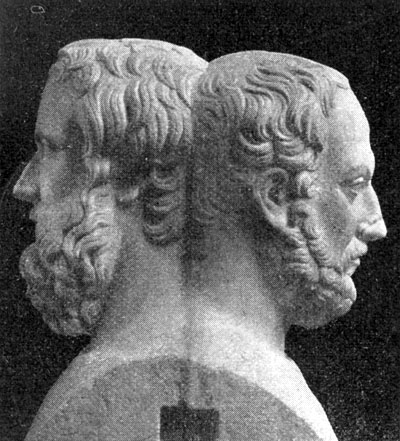
Herma doble d'Heròdot i Tucídides, els fundadors de la historiografia grega, i d'altres ciències socials, com la geografia i l'etnografia

### Els grecs, els primers filòsofs de la ciència

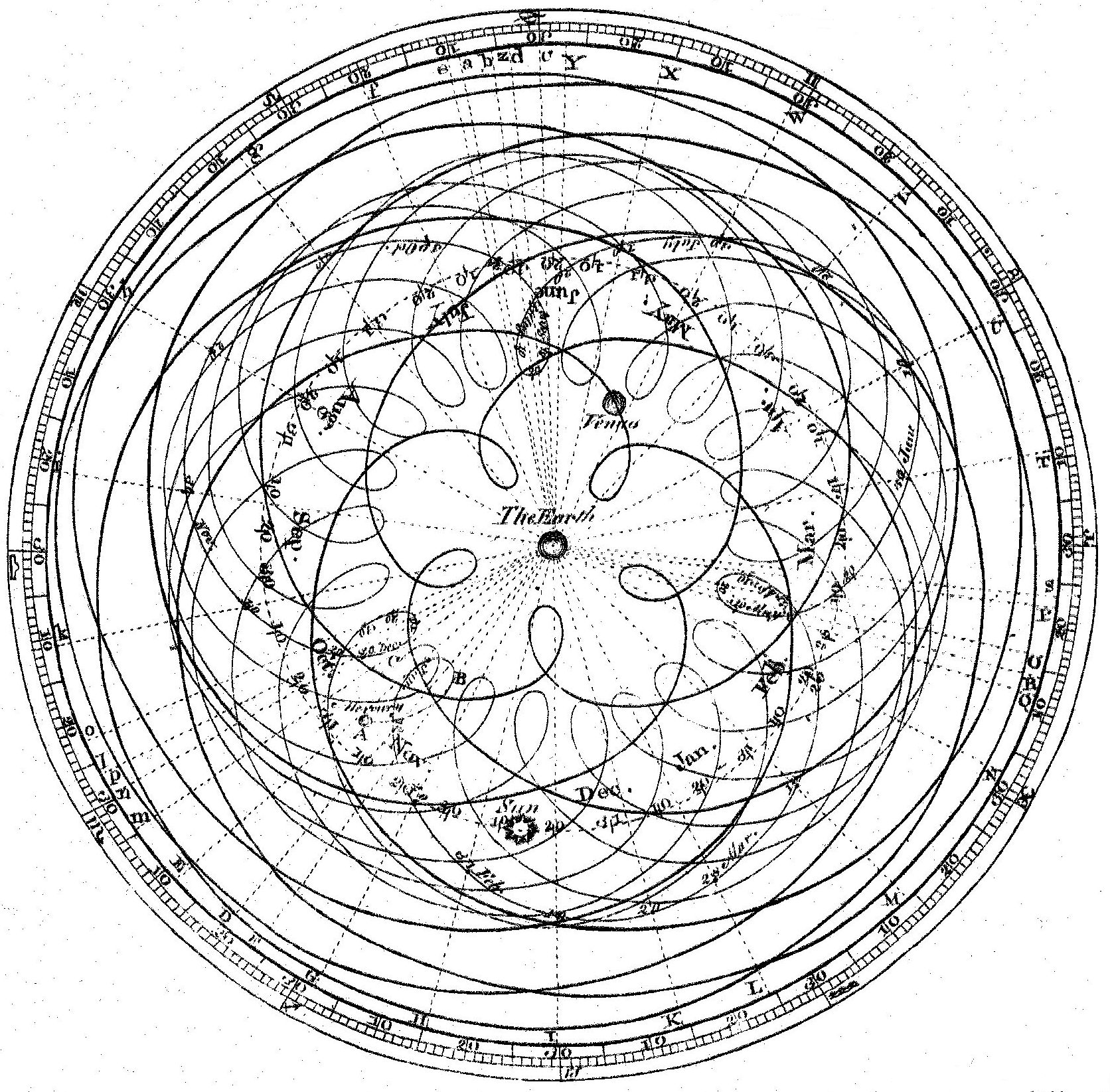
Representació moderna de la complexitat del sistema ptolemaic, que utilitza epicicles per a representar el moviment aparent dels planetes ("errants" en grec) sobre l'esfera dels estels fixos, amb la Terra al centre de l'univers

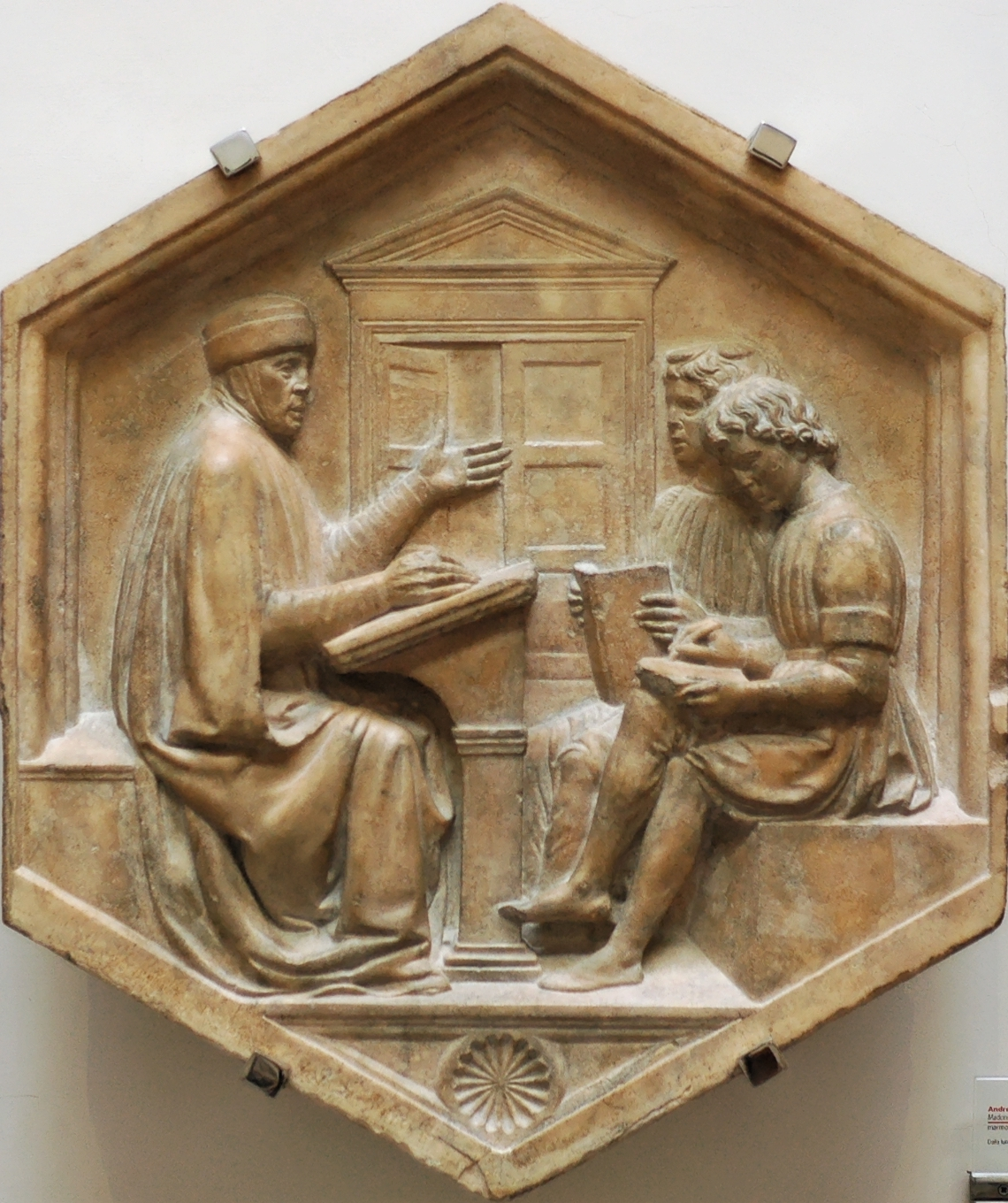
Representació moderna de Priscià (gramàtic llatí de l'antiguitat tardana) impartint classes. Fou molt alt el prestigi que adquiriren els gramàtics grecs a Roma des de la fi del període republicà. A l'Índia del va realitzar la seua obra el gramàtic sànscrit Pànini

Dins del marc cultural en què vivim (l'anomenada cultura occidental), alguns filòsofs i científics busquen les arrels de la ciència moderna en l'època dels antics grecs, en la Grècia clàssica. Ells foren els creadors de la lògica deductiva. Però la seua filosofia natural tenia un defecte molt important: considerava innecessària la comprovació experimental de les conclusions. Era, fins i tot, degradant per al filòsof de l'època suggerir que les conclusions obtingudes en un procés mental lògic necessitaven ser confirmades per la comprovació experimental. Aquesta manera de veure les coses no variaria, substancialment, fins a mitjan s. XVII, data en què, gràcies a les figures de Francis Bacon i René Descartes, els fonaments experimentals, que són la base de la ciència, esdevenen filosòficament respectables.

#### Els presocràtics
Per a alguns, com l'epistemòleg Geoffrey Ernest Richard Lloyd, el mètode científic apareix en la Grècia del s. VII ae. Així, Aristòtil fou un dels primers savis a elaborar demostracions científiques. Els filòsofs denominats presocràtics, però, foren els primers a preguntar-se sobre els fenòmens naturals, per la qual cosa Aristòtil els anomenà φυσιολογοι (physiologoi, "fisiòlegs"), perquè tenien un discurs racional sobre la natura, investigaven sobre les causes naturals dels fenòmens, que esdevingueren els primers objectes del mètode.
Tales de Milet (ca. 625 - 547 ae) i Pitàgores (ca. 570 - 480 ae) van contribuir principalment al naixement d'algunes de les primeres ciències, com les matemàtiques, la geometria (teorema de Pitàgores), l'astronomia, o fins i tot la música.

Les seues primeres recerques estan marcades per la voluntat d'imputar la constitució del món (o κόσμος, cosmos) a un principi natural únic (el foc per a Heràclit per exemple) o diví (per a Anaximandre). Els presocràtics introdueixen els principis constitutius dels fenòmens, els αρχή (arqué).

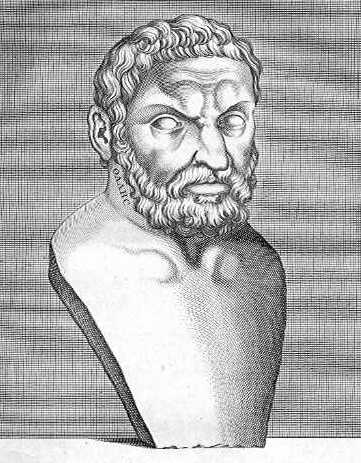
Tales de Milet
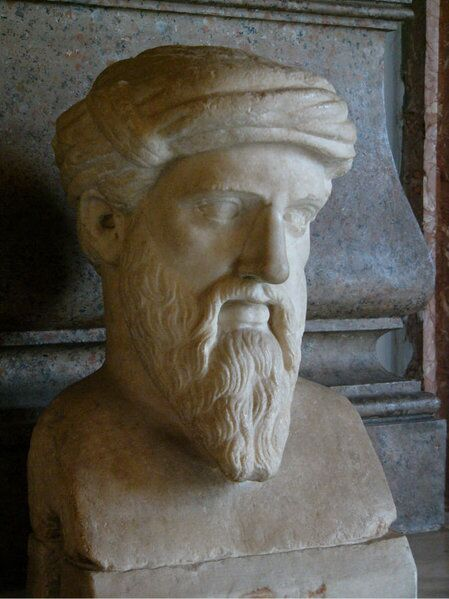
Pitàgores
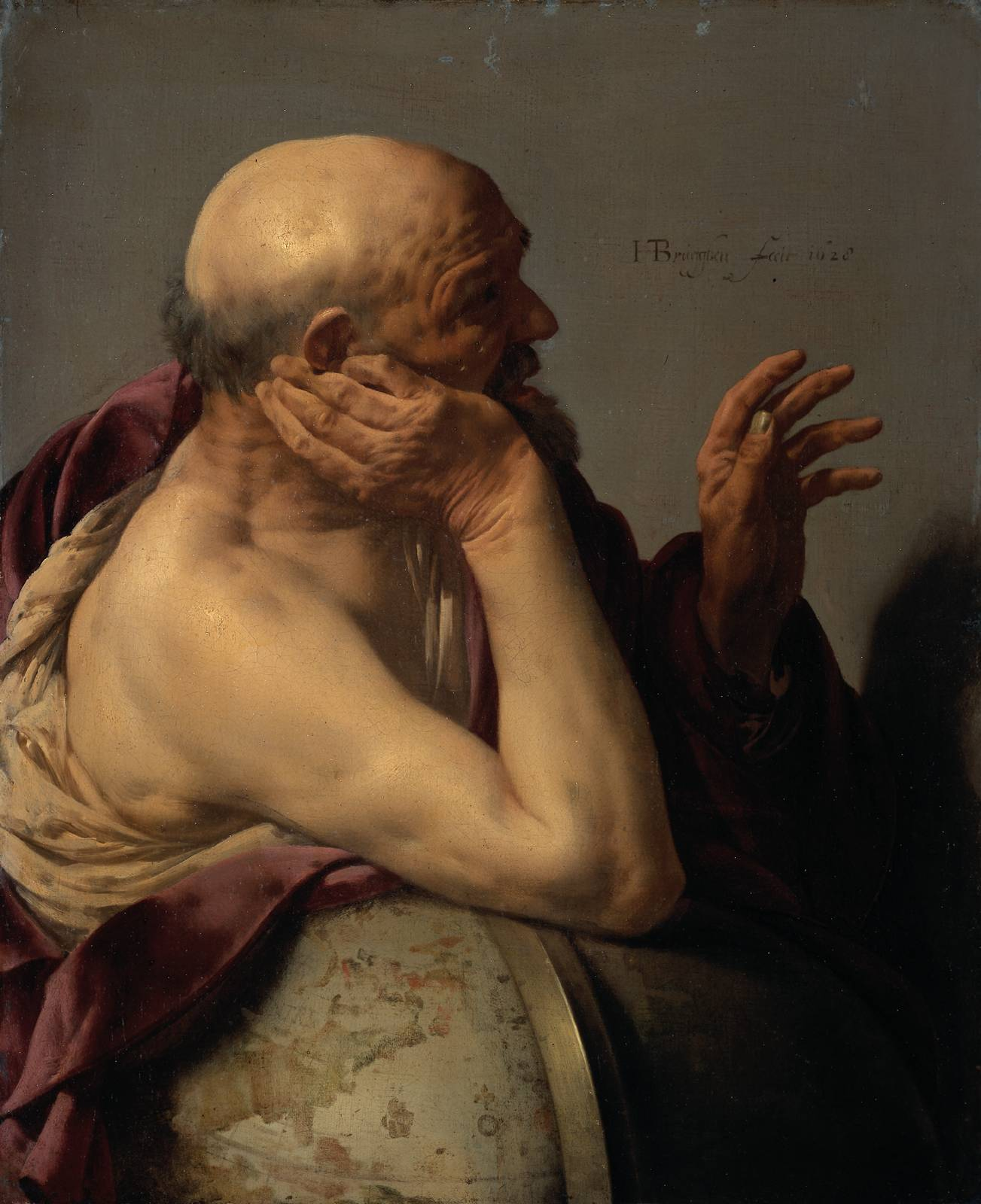
Heràclit plorant, per Hendrick Brugghen (1628)
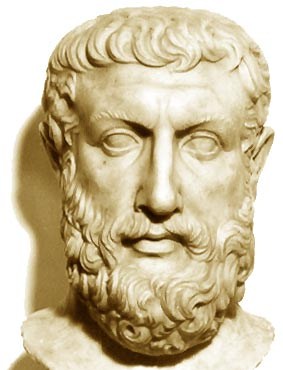
Parmènides d'Elea
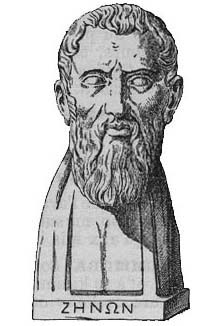
Zenó d'Elea

Els presocràtics inicien també una reflexió sobre la teoria del coneixement (gnoseologia). Constaten que la raó d'una banda i els sentits d'una altra condueixen a conclusions contradictòries; Parmènides opta per la raó i estima que només ella pot portar al coneixement, a causa que els nostres sentits ens confonen: per exemple, ens ensenyen que el moviment existeix, mentre que la raó ens ensenya que no existeix. Aquest exemple s'il·lustra per les cèlebres paradoxes del seu deixeble Zenó d'Elea. Si Heràclit té una opinió oposada pel que fa al moviment, comparteix la idea que els sentits són enganyosos.

#### Plató i la dialèctica

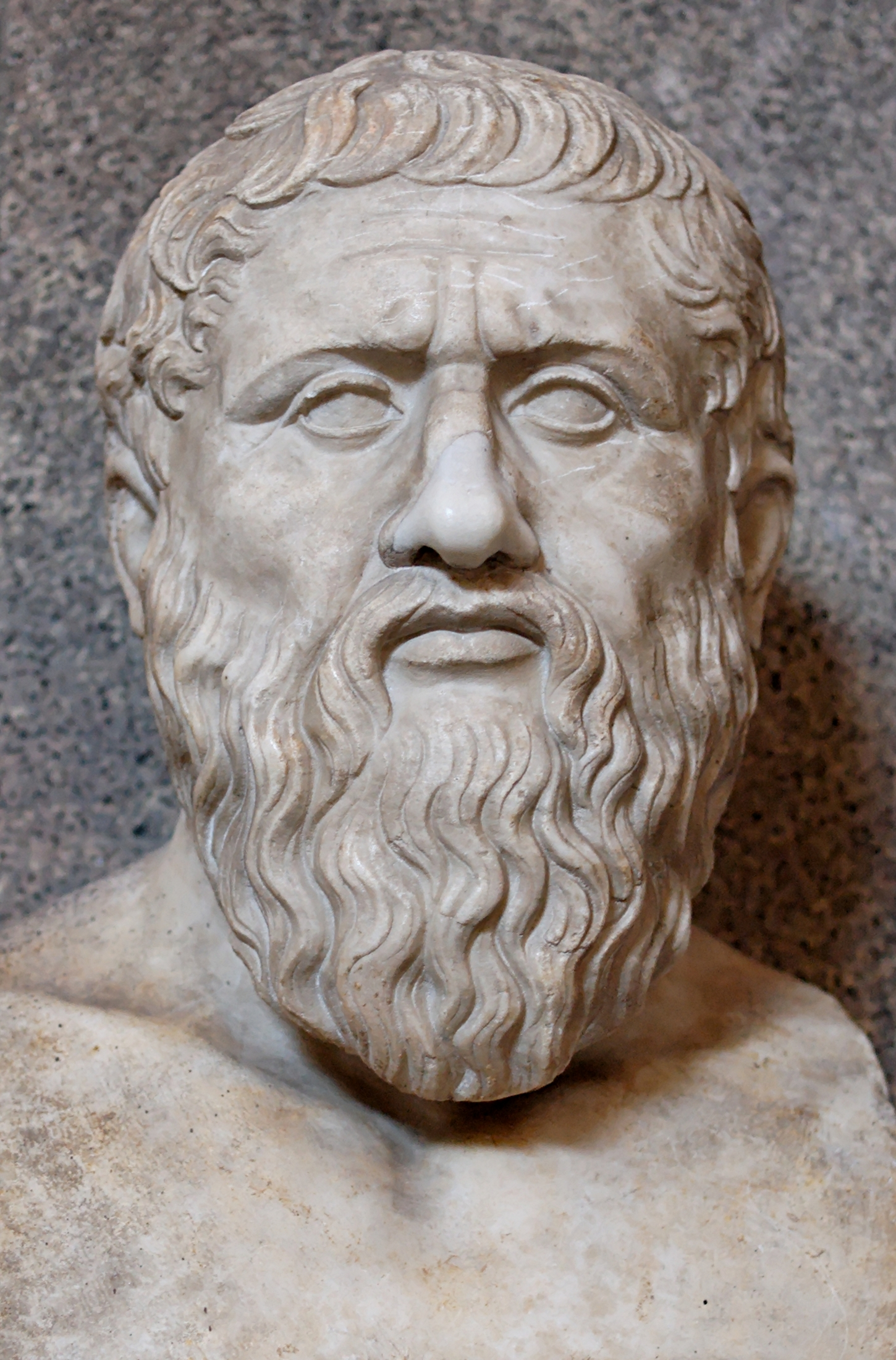
Bust de Plató

Amb Sòcrates i Plató, en relació amb les paraules i els diàlegs, la raó (grec antic: λόγοσ, lógos) i el coneixement arriben a estar íntimament lligats. Apareix el raonament abstracte i construït. Per a Plató, les teories de les formes són el model de tot el que és sensible, i el sensible és un conjunt de combinacions geomètriques d'elements. Plató obri així la via de la matematització dels fenòmens.
Les ciències se situen en la via de la filosofia, en el sentit del discurs sobre la saviesa; i al revés, la filosofia busca en les ciències un fonament segur.
La utilització de la dialèctica, que és l'essència mateixa de la ciència, completa llavors la filosofia, que té la primícia del coneixement discursiu (pel discurs), o διάνοια, dianoia, en grec.
Per a Michel Blay "el mètode dialèctic és l'únic que, rebutjant successivament les hipòtesis, s'eleva fins al principi mateix per assegurar sòlidament les seues conclusions". Sòcrates exposa els principis en el Teetet. Per a Plató, la recerca de la veritat i de la saviesa (la filosofia) és indissociable de la dialèctica científica; és el sentit de la inscripció que figura al frontó de l'Acadèmia, a Atenes: "Que ningú no entre ací si no és geòmetra".

#### Aristòtil i la física

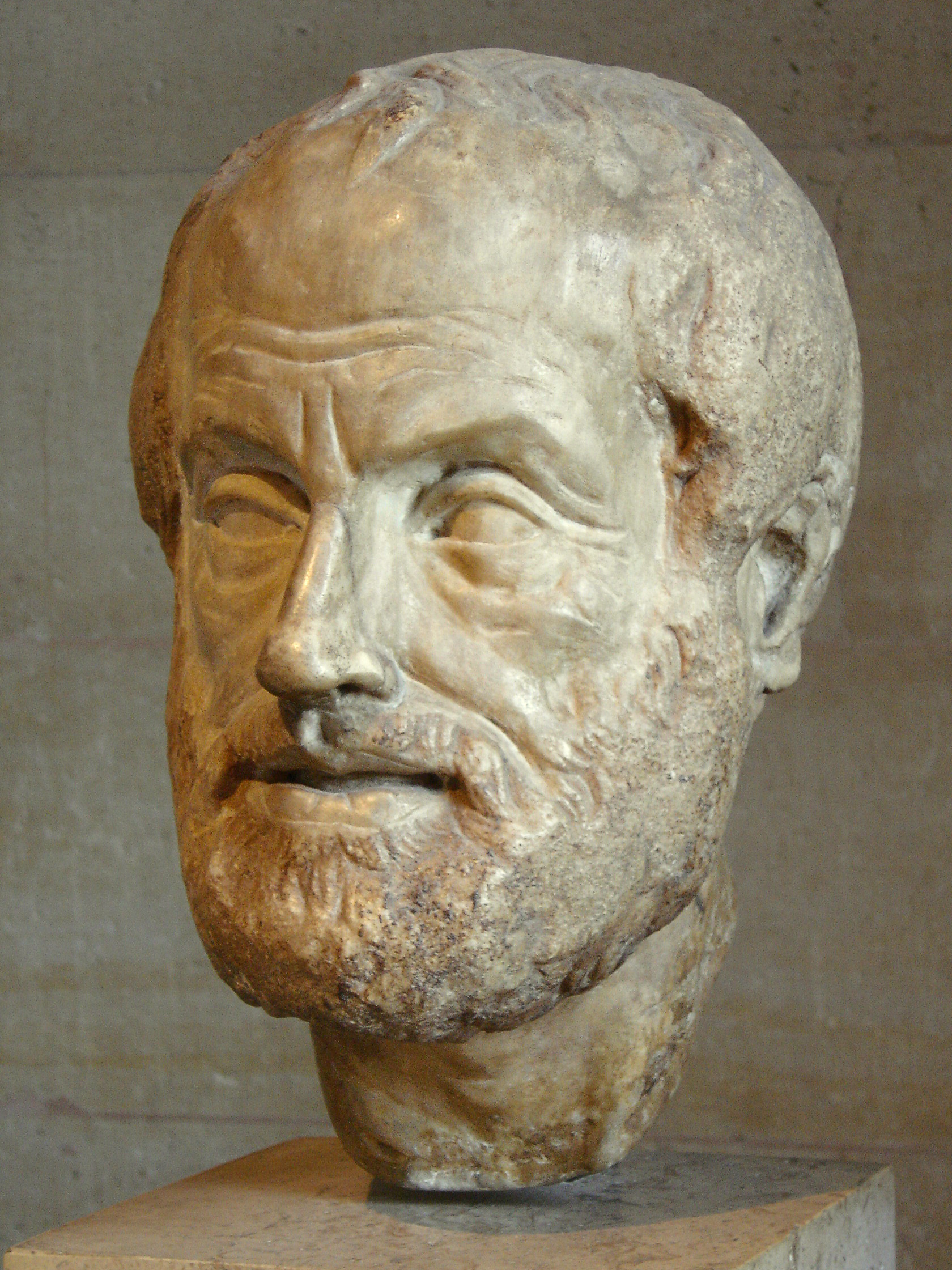
Aristòtil. Museu del Louvre

És sobretot amb Aristòtil, que funda la física i la zoologia, quan la ciència adquireix un mètode, basat en la deducció. Se li deu la primera formulació del sil·logisme i del raonament inductiu. Les nocions de "matèria", "forma", "potència" i "acte" foren els primers conceptes d'elaboració abstracta. Per a Aristòtil, la ciència se subordina a la filosofia ("és una filosofia secundària") i té per objecte la recerca dels primers principis de les primeres causes, el que és discurs científic es dirà determinisme i la filosofia aristotelisme.
Aristòtil, però, és l'origen d'una reculada en el pensament en relació amb certs presocràtics quant al lloc de la Terra a l'espai. Seguint Èudox de Cnidos, imagina un sistema geocèntric i considera que el cosmos és finit. I en això el seguiran els seus successors en matèria d'astronomia, fins a Copèrnic, amb l'única excepció d'Aristarc, que proposà un sistema heliocèntric.
Determina, d'altra banda, que els éssers vius estan ordenats segons una cadena jerarquitzada, però la seua teoria és sobretot fixista. Estableix l'existència dels primers principis indemostrables, antecessors de les conjectures matemàtiques i lògiques. Descompon les proposicions en noms i verbs, base de la ciència lingüística.

### Període alexandrí. Alexandria en l'època romana

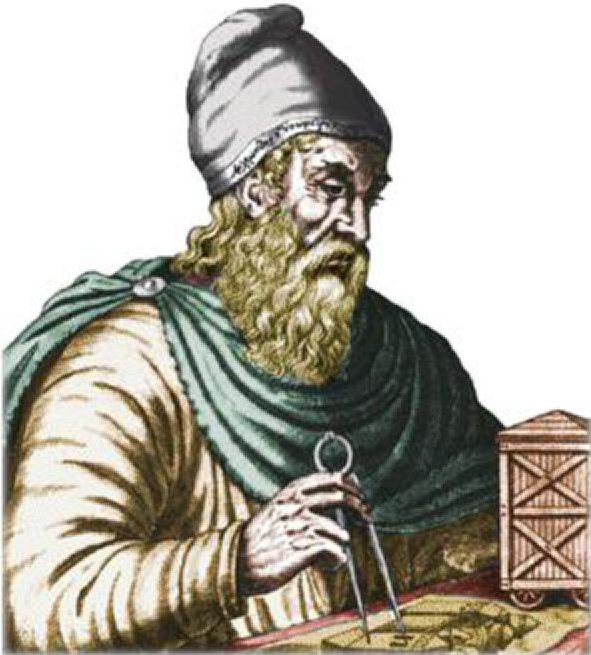
Arquimedes

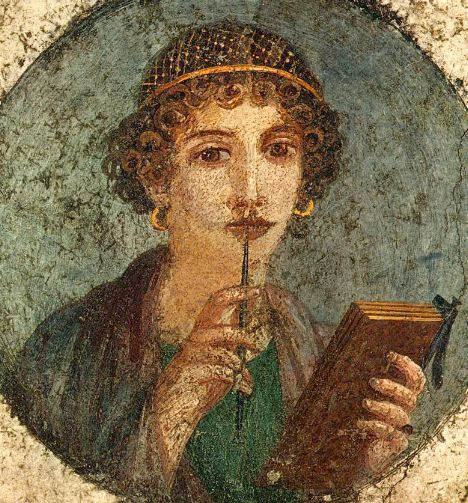
El paper de la dona en la ciència del període clàssic, com en tots els aspectes de la cultura, era subordinat. S'han conservat, però, alguns noms femenins, destacadamente el d'Aspàsia, la companya de Pèricles, molt activa en l'extraordinari grup d'intel·lectuals que es reunia a l'Atenes de la seua època (segle de Pèricles), i el d'Hipàcia, filòsofa, matemàtica i astrònoma d'Alexandria, assassinada pels cristians l'any 415

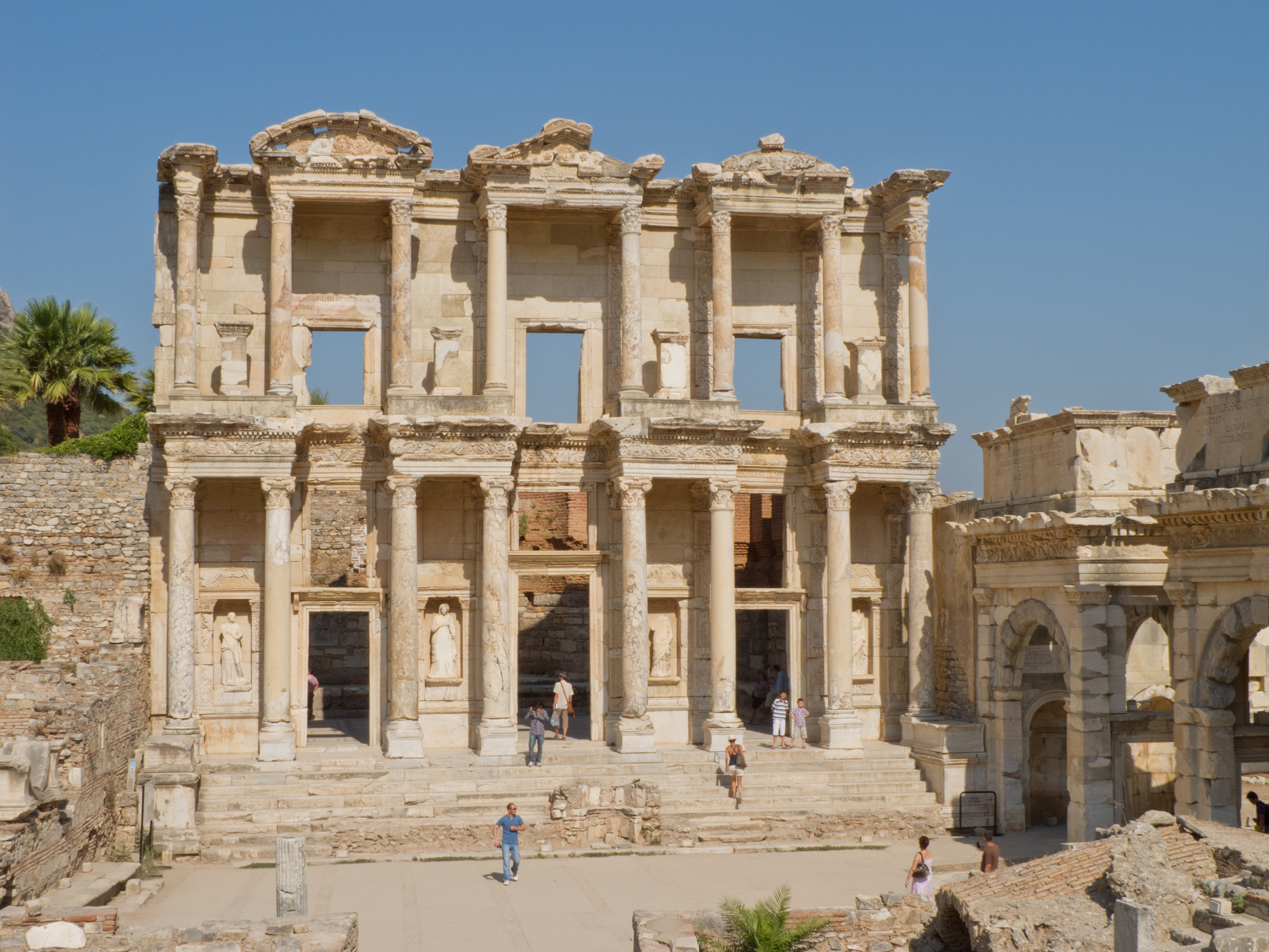
Biblioteca de Cels a Efes (ca. 135). Per a la seua decoració externa es representà un conjunt iconogràfic de quatre figures femenines: Sòfia (la saviesa), Areté (la virtut), Ennoia (la intel·ligència) i Episteme (la ciència o coneixement). Molt més importants foren la Biblioteca i el Museu d'Alexandria; i a Roma el temple de la Pau de Vespasià (75 de)

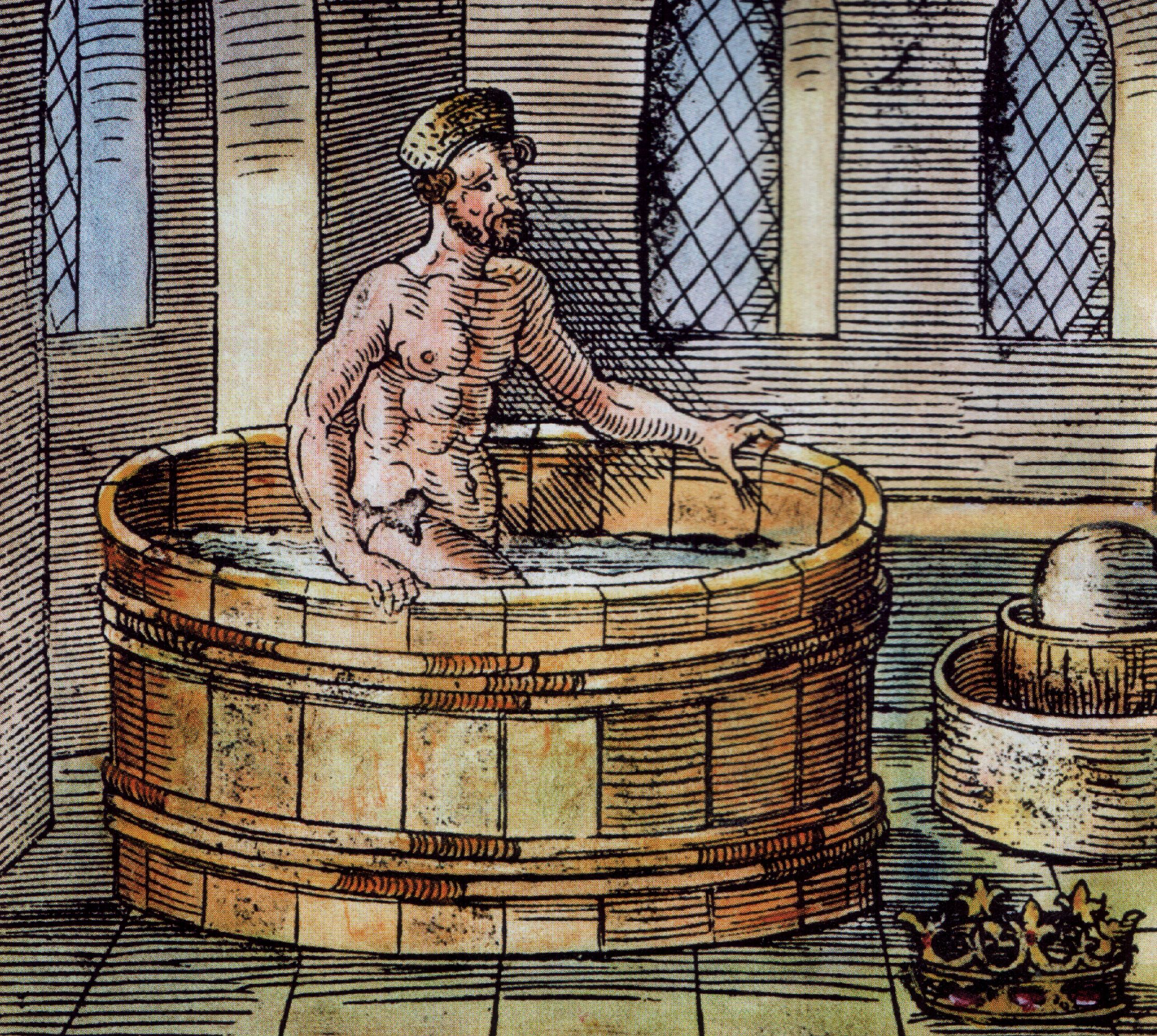
Representació moderna del famós "bany d'Arquimedes" del qual va eixir cridant Eureka! ("ho he trobat!") en idear la solució d'un problema (la comprovació de la puresa del metall d'una corona de complex disseny sense destruir-la), que el dugué a la formulació de l'anomenat principi d'Arquimedes.

El període anomenat alexandrí (del 323 ae-30 ae) és el perllongament de la cultura grega i està marcat per progressos significatius en astronomia i matemàtiques, així com per alguns avanços en física. La ciutat egípcia d'Alexandria fou el centre intel·lectual dels savis de l'època, que eren grecs.
Els treballs d'Arquimedes (292 ae-212 ae) sobre l'impuls hidroestàtic (principi d'Arquimedes) conduí a la primera llei física coneguda després d'Eratòstenes (276 ae-194 ae) sobre el diàmetre terrestre o d'Aristarc de Samos (310 ae-240 ae) sobre les distàncies Terra-Lluna i Terra-Sol que demostraren un gran enginy.
Apol·loni de Perge va construir el model dels moviments dels planetes amb l'ajuda d'òrbites excèntriques. Hiparc de Nicea (194 ae-120 ae) perfecciona els instruments d'observació com el dioptri, el gnòmon i l'astrolabi.
En àlgebra i geometria, es divideix el cercle en 360°, i es crea fins i tot el primer globus celeste (o orbe). Hiparc redacta també un tractat en 12 llibres sobre el càlcul dels ordres (denominats hui trigonometria).

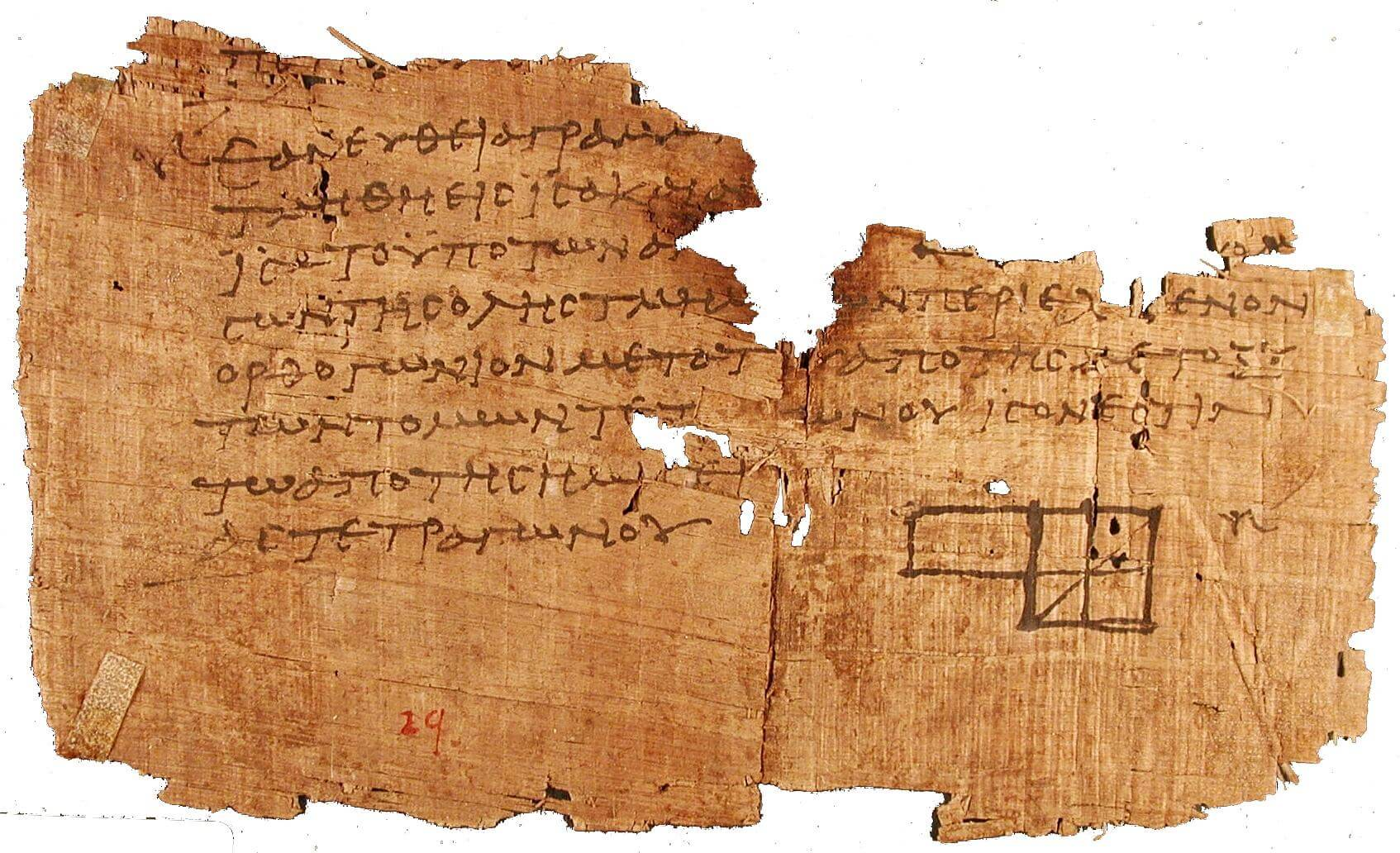
Fragment dels Elements d'Euclides

Euclides (325 ae-265 ae) és l'autor dels Elements, que són considerats com un dels texts fundadors de les matemàtiques modernes.
Els seus postulats, com el denominat "postulat d'Euclides", que expressa que "per un punt donat d'una recta passa només una paral·lela a aquesta recta", està a la base de la geometria sistematitzada.
En astronomia, es proposa una "teoria dels epicicles" que permetrà l'establiment de les taules astronòmiques més precises. El conjunt es revelaria àmpliament funcional, permetent per exemple calcular per primera vegada els eclipsis lunars i solars.

### Imperi Romà

Pont del Gard, que serveix alhora de viaducte i aqüeducte. Les tècniques romanes de construcció d'obres públiques eren notabilísimas i eficaces. En concret, la necessitat de salvar grans distàncies per al subministrament d'aigua a les ciutats es resolgué amb una enginyeria hidràulica molt sofisticada

Malgrat que la ciència romana no tingué el mateix desenvolupament que en la cultura hel·lènica, fou una civilització amb enormes avanços quant a la sistematització i organització del coneixement clàssic.
Primerament, el desenvolupament de l'enginyeria en instruments d'alta construcció, com corrioles, grues, molins, així com l'ús de l'arc en arquitectura, estableixen precedents en la manera de concebre la tecnologia i la ciència aplicada. L'organització de les ciutats i l'establiment de nous mecanismes de transport i comunicació són també part de la seua enginyeria civil.
Destaca el treball de Plini el Vell com a hereu de la filosofia natural hel·lènica, que recopila en més de 37 volums moltes observacions de la filosofia natural en llatí. Claudi Ptolemeu en Almagest descriu un model de moviment planetari, i també popularitza la idea geocèntrica de l'univers. L'establiment del calendari romà basat en els cicles del sol és part de l'herència científica de Roma.

En medicina reprenen les diverses influències de les escoles hel·lèniques d'Hipòcrates i Asclepíades. El temor de l'hel·lenització per part de Cator i altres intel·lectuals romans mantingué la pràctica mèdica desregulada durant gran part de la república i l'imperi. L'educació mèdica era privada i s'acomplia amb pràctiques no sistemàtiques. El principal autor del període fou Galé, que sistematitzà i va reproduir l'obra de la medicina hel·lènica al llatí, i també hi inclogué detallades descripcions de disseccions animals i humanes. Aquests treballs tingueren enorme influència durant l'edat mitjana. També hi ha registre que Cels practicà tècniques de cirurgia plàstica.

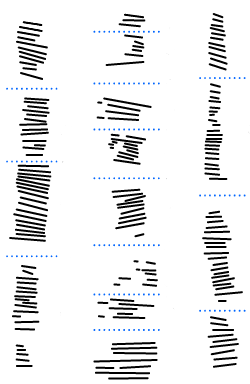
Sèries d'osques de l'os d'Ishango, interpretades com a còmputs numèrics
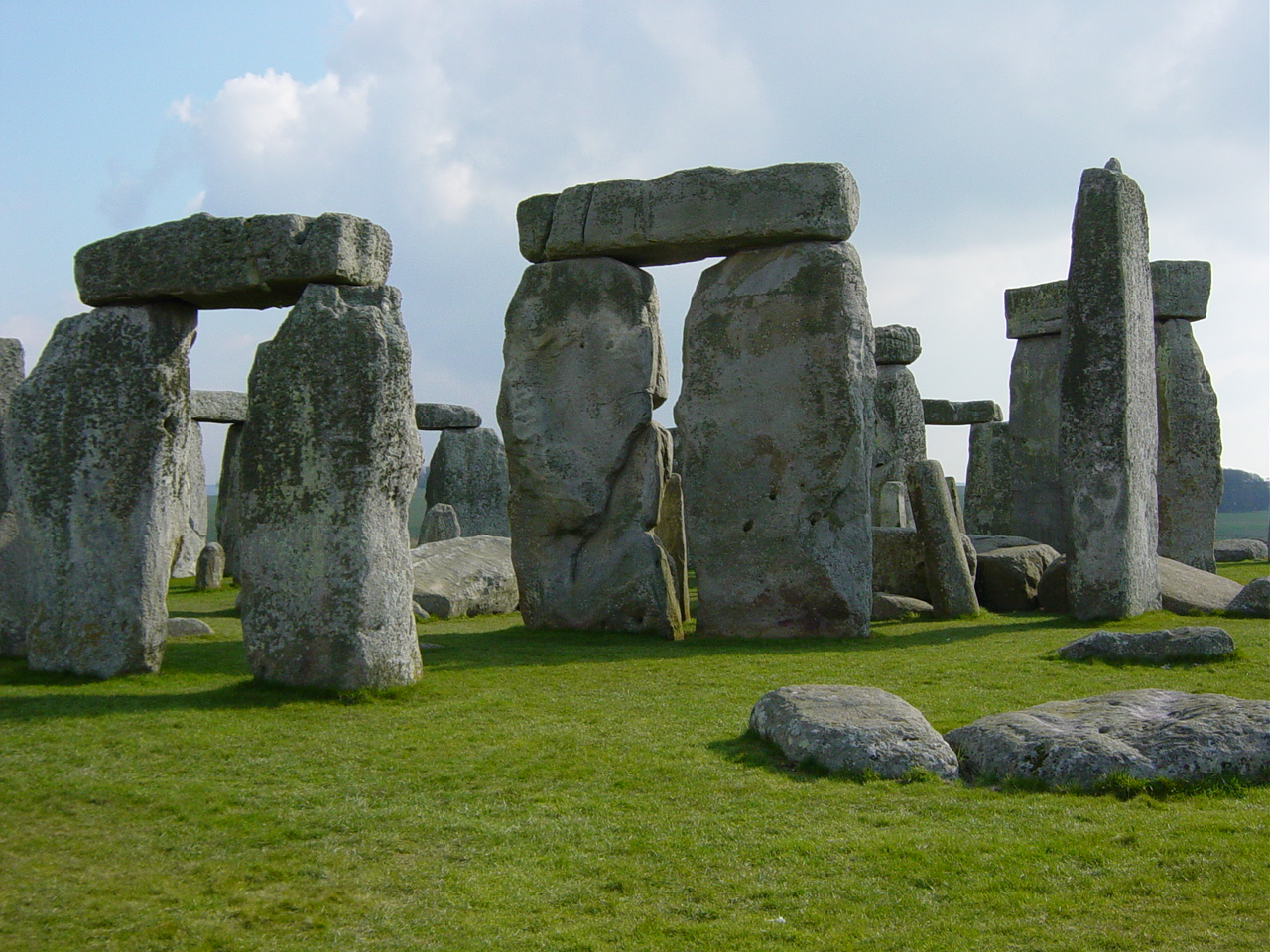
Stonehenge. L'orientació arquitectònica dels monuments megalítics, com de la major part de les construccions antigues, exigia coneixements astronòmics
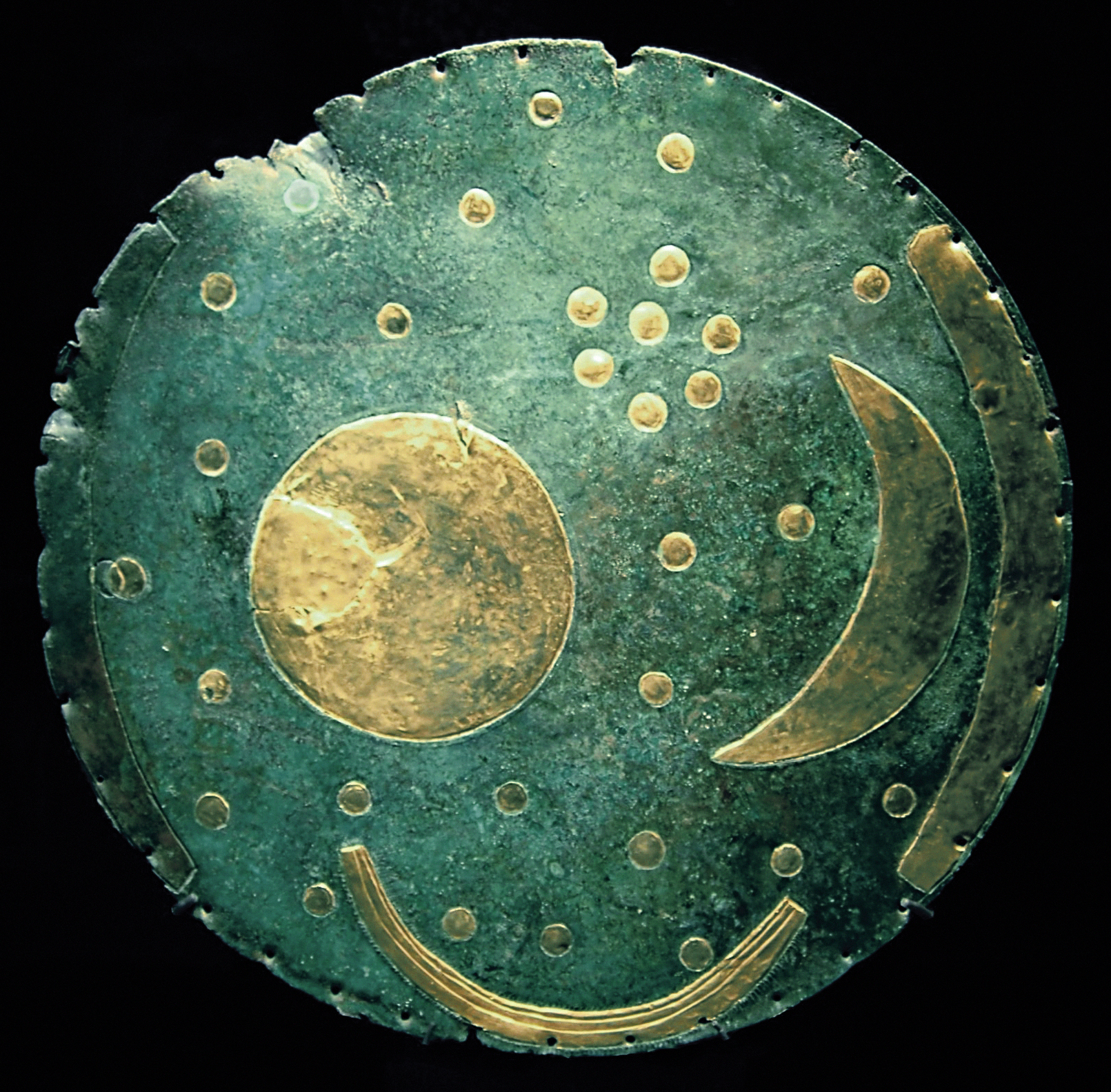
Disc de Nebra, Europa central, II mil·lenni ae. És la primera obra coneguda en què es representa una cosmovisió concreta i complexa
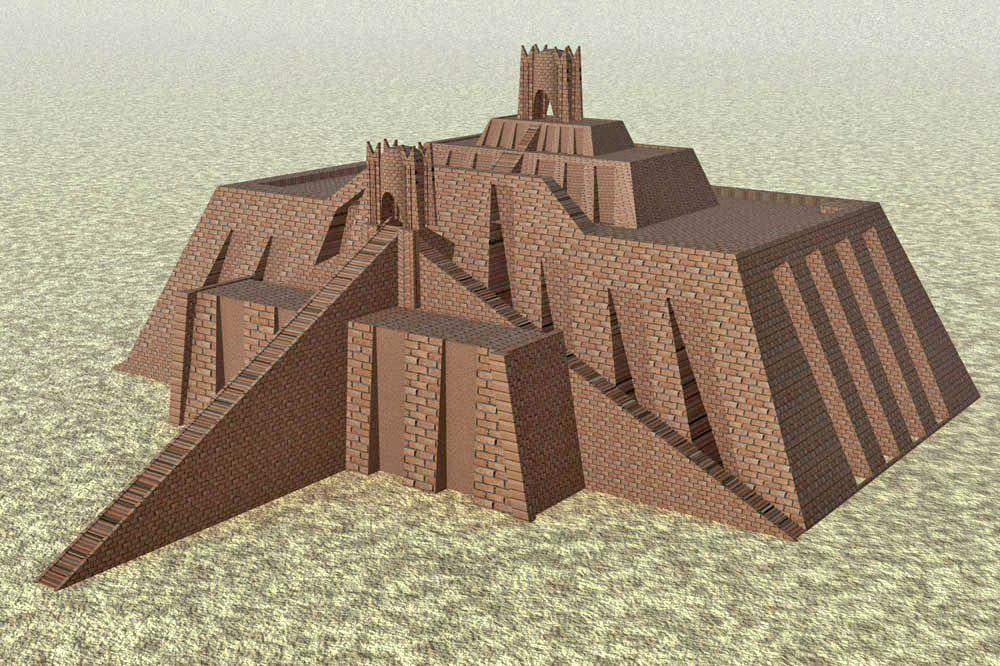
Ziggurat d'Ur. La possibilitat que entre les funcions dels temples sumeris i babilònics estigués l'observació astronòmica és compatible amb el desenvolupament precoç d'aquesta ciència en aquesta civilització
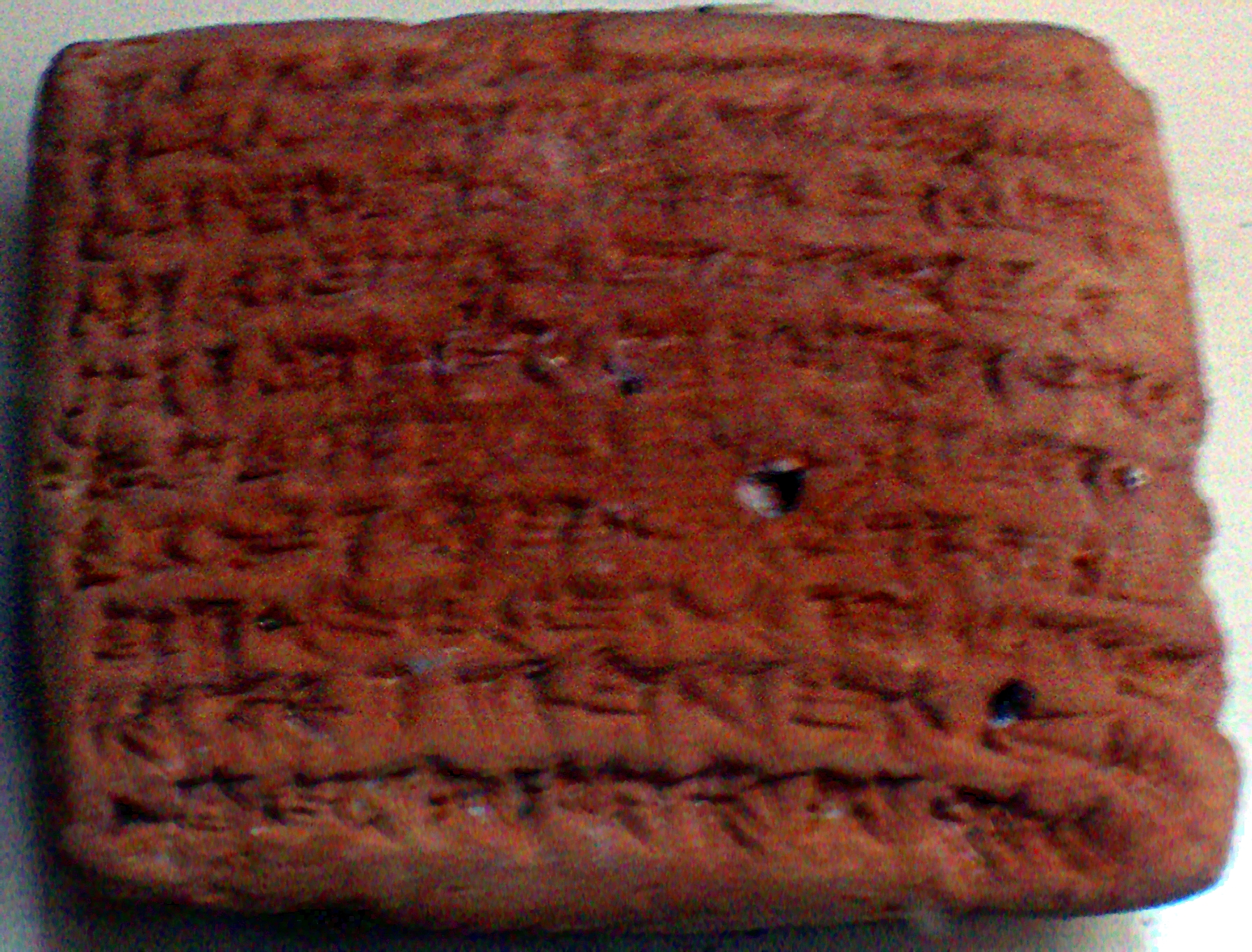
Tauleta d'argila amb escriptura cuneïforme, emprada per al registre de dades astronòmiques (492 ae)
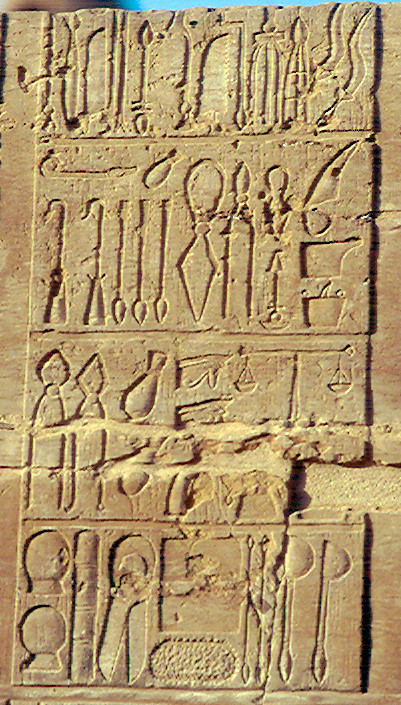
Representació d'instrumental mèdic de l'antic Egipte
Cargol anomenat "d'Arquimedes", probablement utilitzat a Egipte des d'èpoques anteriors al científic grec, encara que el mètode més habitual per treure aigua del Nil fou tradicionalment el chaduf, una espècie de palanca.
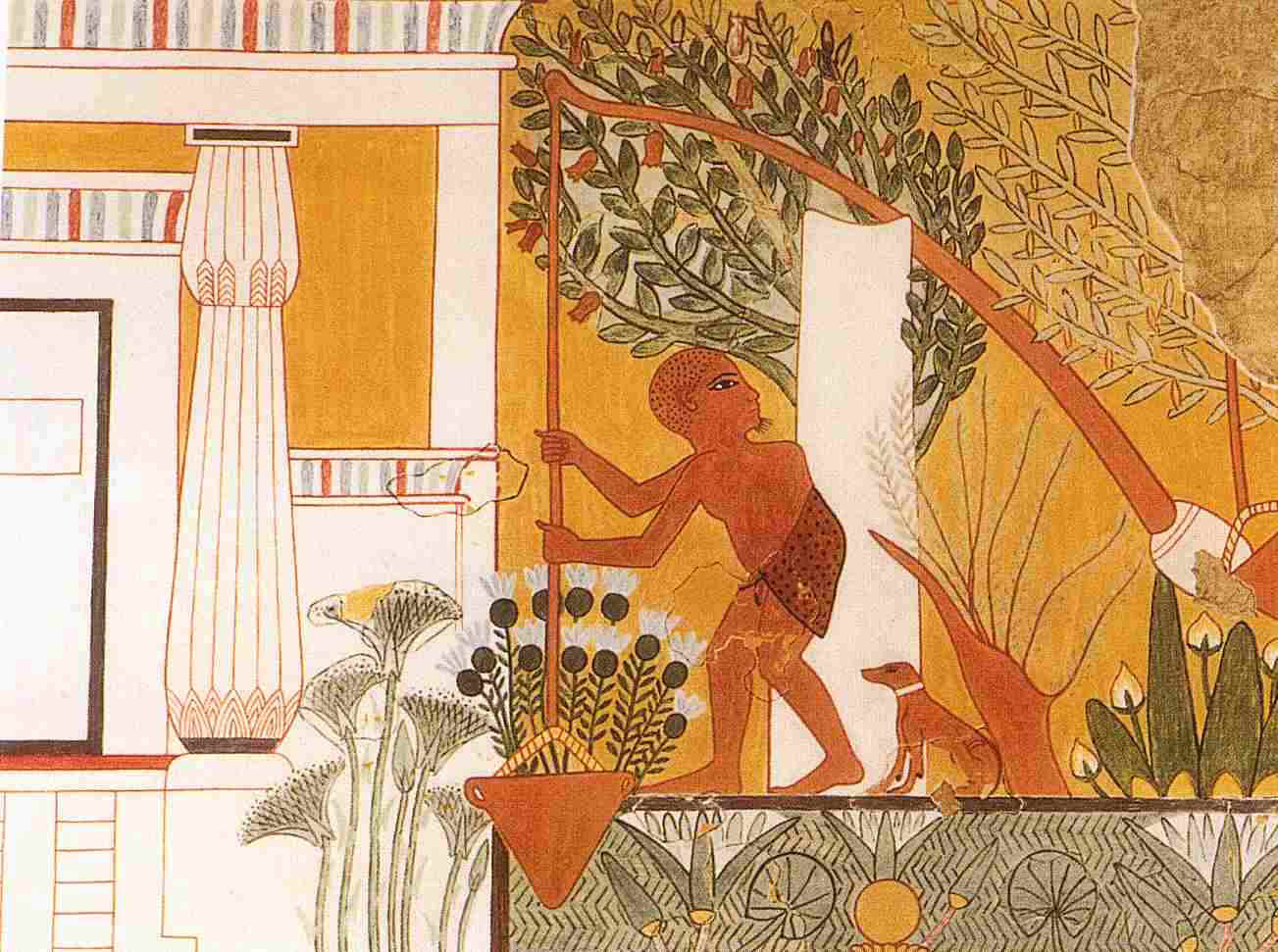
Chaduf representat en la tomba d'Ipuy en Der-el-Medina
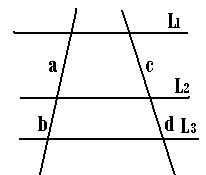
Teorema de Tales
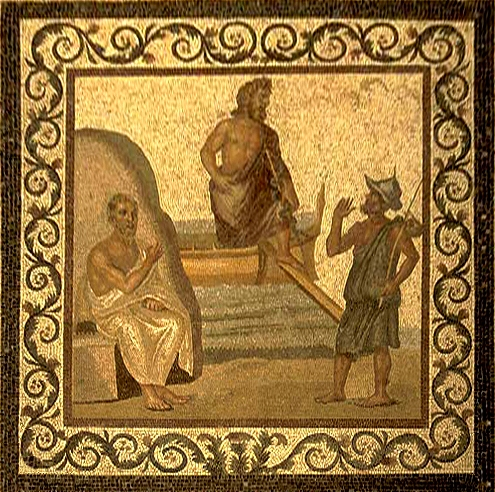
Hipòcrates contemplant l'arribada d'Esculapi a Cos
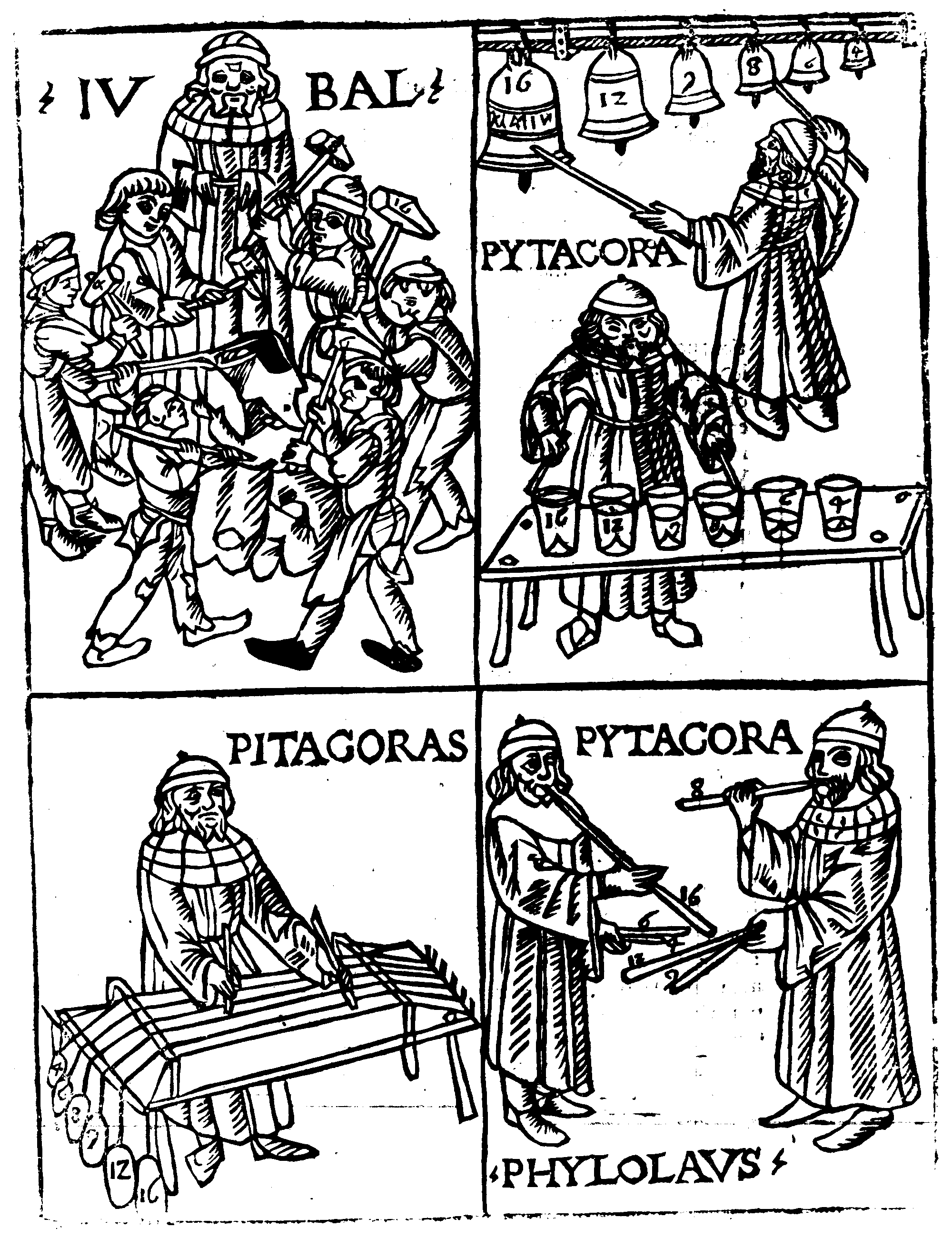
Experiments matematicomusicals de Pitàgores.
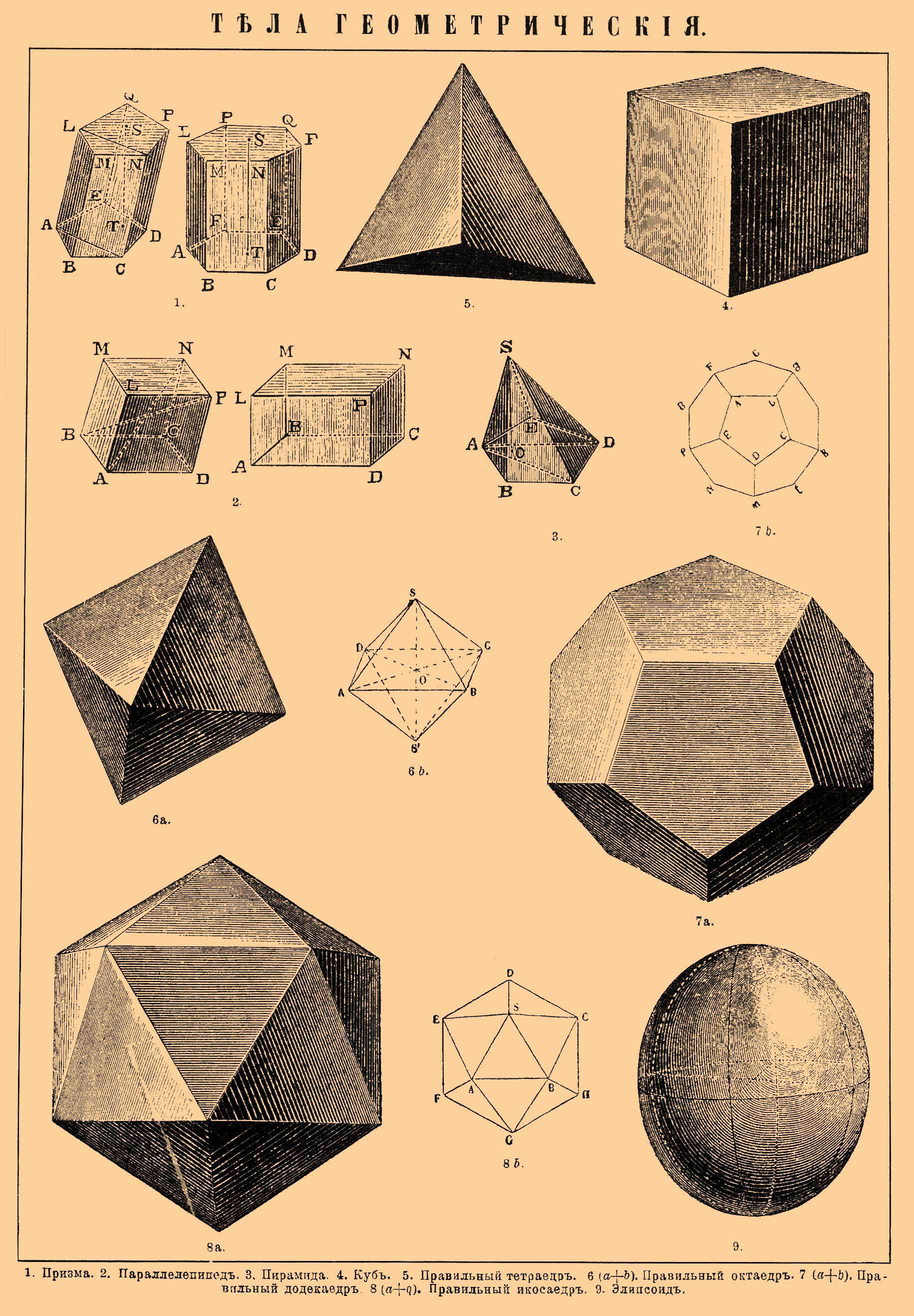
Sòlids platònics.
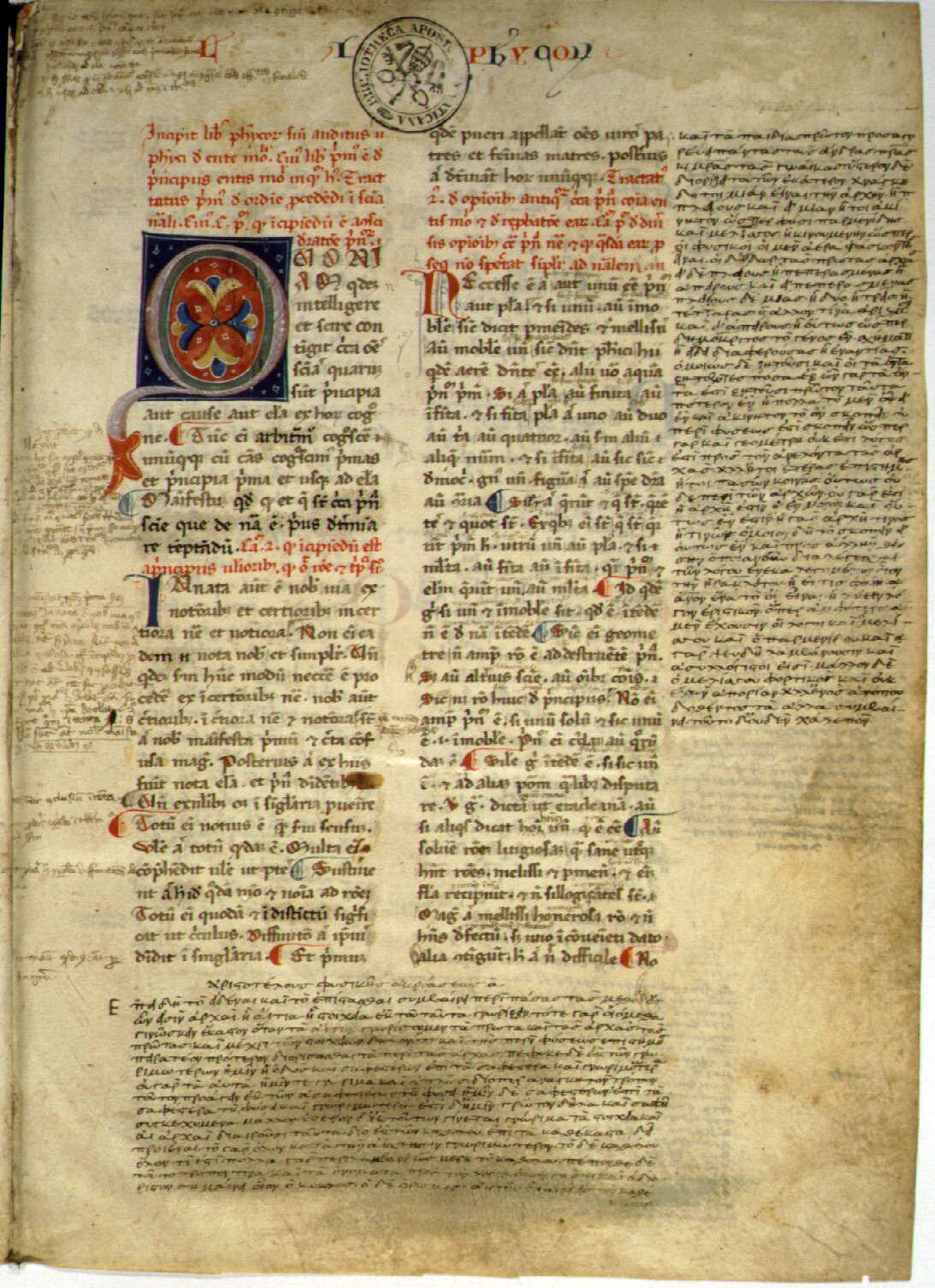
Manuscrit medieval llatí de la Física, d'Aristòtil.
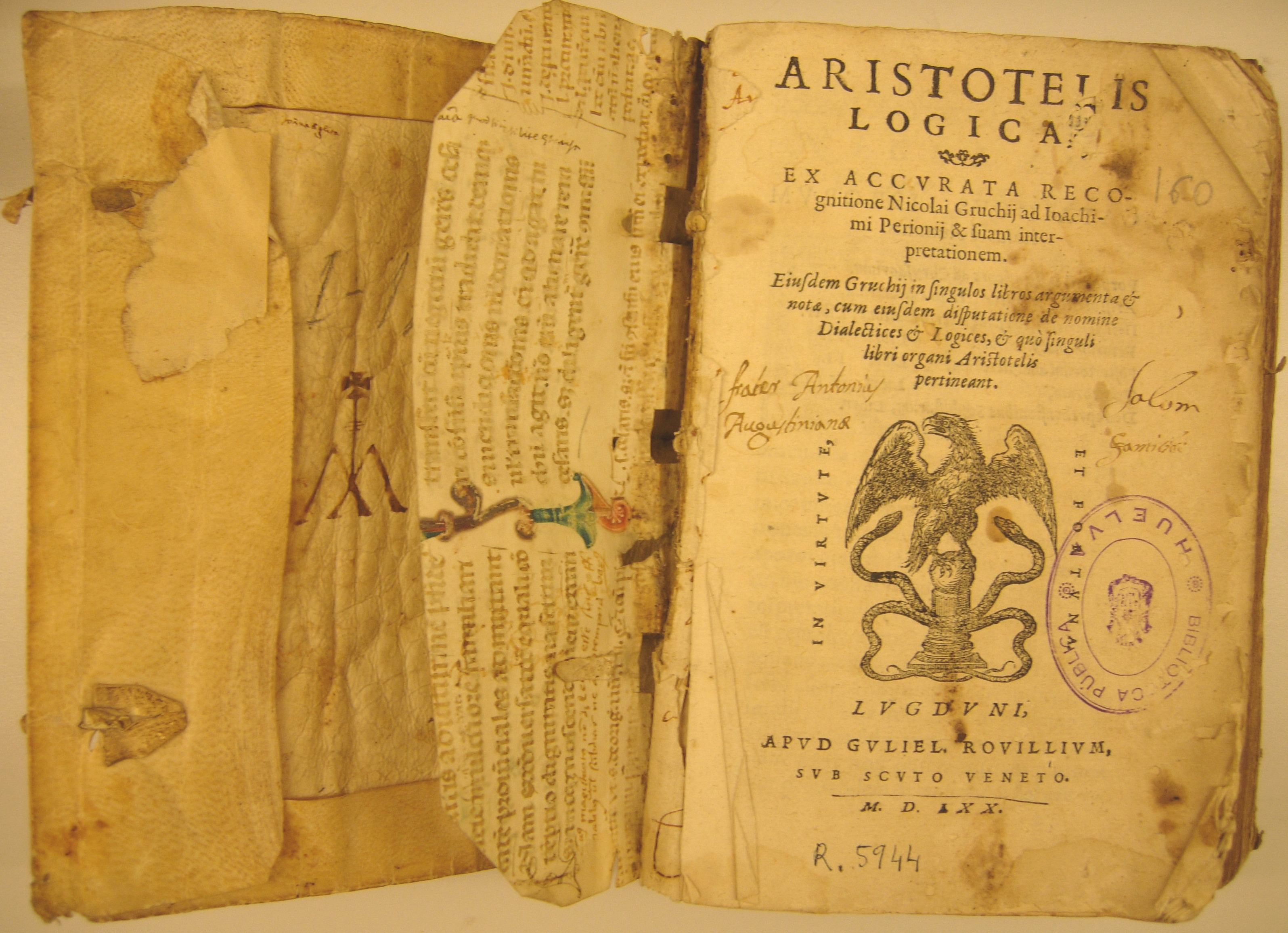
Edició moderna de l'Lògica d'Aristòtil.
Mètode d'aproximació a π ("pi") utilitzat per Arquimedes
Mecanisme d'Anticitera (150-100 ae)
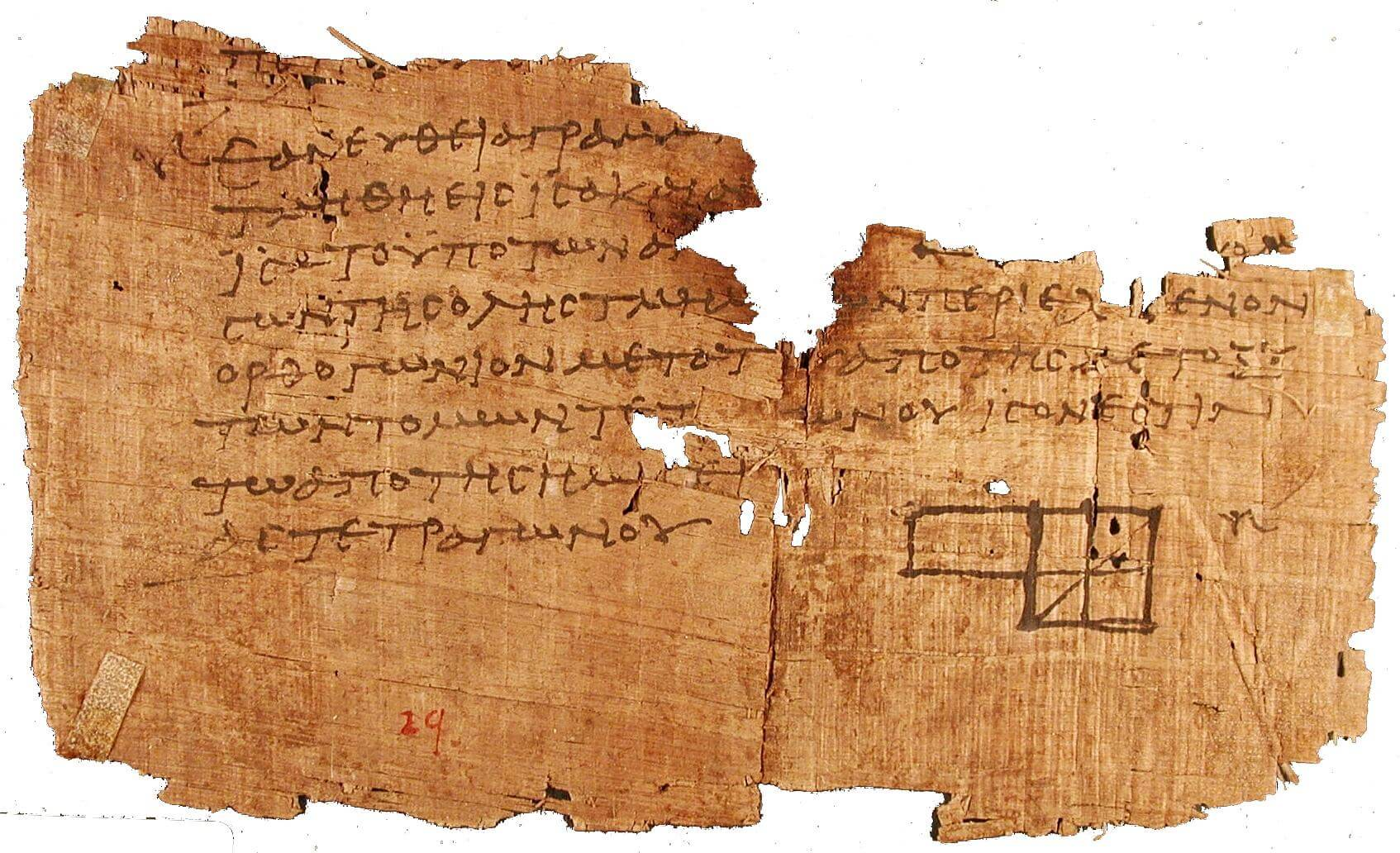
Un dels més antics exemplars dels Elements d'Euclides, trobat a Oxirrinc.
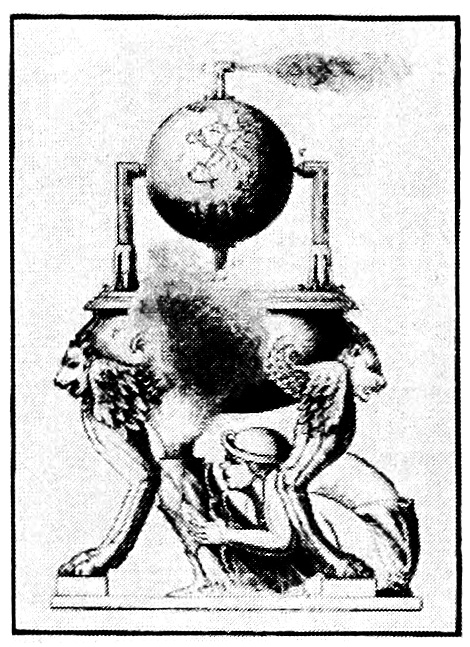
Reconstrucció del possible aspecte de la màquina de vapor d'Heró d'Alexandria.
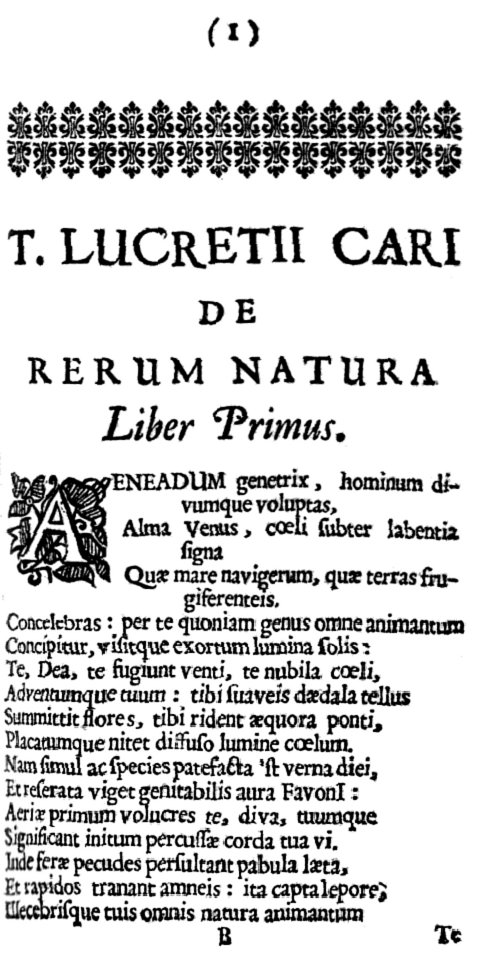
Edició moderna de De rerum natura de Lucreci.
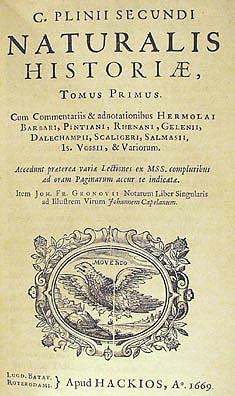
Edició moderna de Naturalis Història, de Plinio el Vell.
Pilar de ferro de Delhi, mostra de la sofisticada metal·lúrgia de l'Índia antiga.
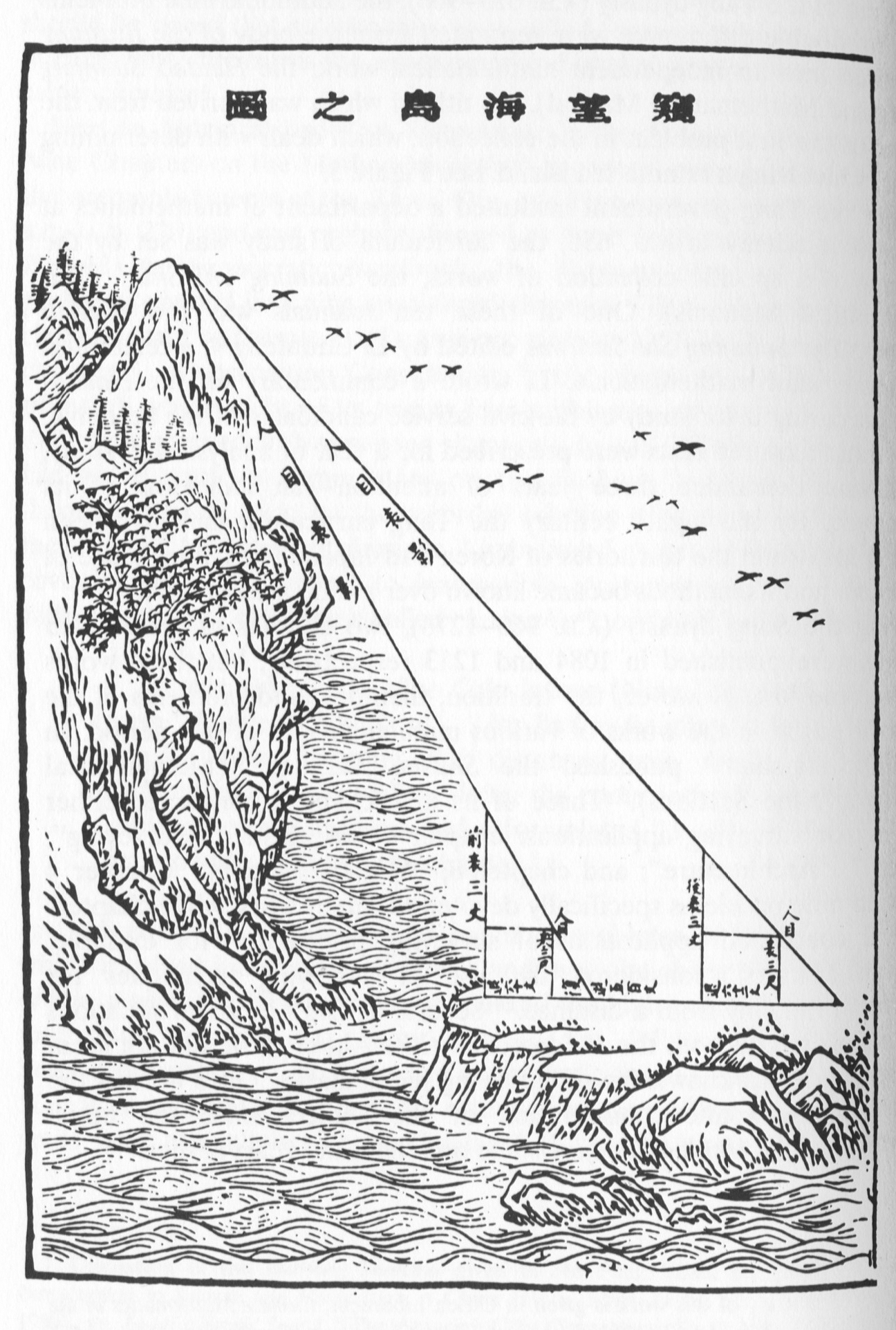
Mesurament d'alçades per Liu Hui (ca. 220–280).